# Christmas with Patti Page
Christmas with Patti Page är ett julalbum från 1955 av Patti Page, utgivet på skivmärket Mercury med katalognummer MG-20093.

## Låtlista
1. "Jingle Bells" (Pierpont) – 2:26
2. "Silent Night" ("Stille Nacht, heilige Nacht") (Gruber, Mohr, Traditionell) – 2:58
3. "Christmas Choir" (Torme, Wells) – 2:44
4. "The First Noel" (Sandys) – 2:39
5. "Christmas Bells" (Filler, Schroeder) – 2:34
6. "White Christmas" (Irving Berlin) – 3:21
7. "Santa Claus is Coming to Town" (Coots, Gillespie) – 2:43
8. "The Christmas Song" (Torme, Wells) – 3:29
9. "Pretty Snowflakes" (Creatore, Peretti, Plattner) – 2:15
10. "I Wanna Go Skating With Willie" (Creatore, Peretti, Plattner) – 2:11
11. "Where Did My Snowman Go" (Mann, Poser, Venis) – 2:33
12. "The Mama Doll SongvSimon, Tobias) – 2:42
13. "Boogie Woogie Santa Claus" (Rene, Rene) – 2:11
14. "Twas The Night Before Christmas"

## Medverkande
- Steven Fallone – Digital remastering
- Bob Frank – Executiv producent
- Patti Page – Sång
- Carmelo Roman – Art Direction